# サミー・フエンテス
サミー・フエンテス（Sammy Fuentes、1964年2月18日 - ）は、プエルトリコの男性プロボクサー。ロイサ出身。元WBO世界スーパーライト級王者。

## 来歴
1982年11月20日、フエンテスはプロデビューを果たし3回KO勝ちを収め白星でデビューを飾った。
1985年6月19日、オーサル・ディオンと対戦し10回2-0の判定勝ちを収めた。
1985年10月9日、元IBF世界ライト級王者ハリー・アローヨと対戦し7回2分22秒KO勝ちを収めた。
1986年5月30日、後のWBA・WBC世界スーパーライト級王者フランキー・ランドールと対戦し2回1分16秒TKO負けを喫した。
1986年11月28日、WBCアメリカ大陸スーパーライト級王者ロジャー・メイウェザーと対戦し9回終了時棄権した為王座獲得に失敗した。
1988年2月12日、後のIBF世界ライト級王者フレディ・ペンデルトンと対戦し初回15秒TKO負けを喫した。
1989年8月14日、WBCアメリカ大陸スーパーライト級王者のロドルフォ・アギラーと対戦し12回判定勝ちを収め王座獲得に成功した。
1989年11月18日、世界初挑戦。WBC世界スーパーライト級王者フリオ・セサール・チャベスと対戦し10回終了時棄権した為王座獲得に失敗した。
1992年7月16日、後のIBF世界ライト級王者のチャールズ・マーレーと対戦し10回0-3(94-96、93-97、92-98)の判定負けを喫した。
1992年11月13日、メルボルンのフェスティバル・ホールで後のスーパーライト級統一世界王者のコンスタンチン・チューと対戦し初回54秒TKO負けを喫した。
1994年9月17日、WBB世界スーパーライト級王者アンドレアス・パナイと対戦し4回TKO勝ちを収め王座獲得に成功した。
1994年11月7日、ダビッド・オジェダと対戦し5回KO勝ちを収め初防衛に成功した。
1995年2月20日、ザック・パディラの引退に伴い空位となったWBO世界スーパーライト級王座決定戦でフィデル・アヴェンダーノと対戦し2回41秒TKO勝ちを収め王座獲得に成功した。
1995年6月10日、ヘクター・ロペスと対戦し12回2-1(114-112、113-112、112-113)の判定勝ちを収め初防衛に成功した。
1996年3月9日、ミランのパラリードでジョバンニ・パリージと対戦。判定ではリードを奪っていたが8回2分20秒逆転KO負けを喫し2度目の防衛に失敗し王座から陥落した。
1997年10月25日、元IBF世界フェザー級王者アントニオ・リベラと対戦し引き分けに終わった。
1998年5月9日、元WBO世界ウェルター級王者ホセ・ルイス・ロペスと対戦し2回2分18秒TKO負けを最後に現役を引退した。

## 獲得タイトル
- WBCアメリカ大陸スーパーライト級王座
- WBB世界スーパーライト級王座
- 第6代WBO世界スーパーライト級王座（防衛1）